# Giorgio Furlan
Giorgio Furlan (født 9. marts 1966 i Treviso) er en tidligere italiensk landevejscykelrytter. Han vandt i 1990 det Italienske mesterskab i landevejsløb. Han kørte sammen med Bjarne Riis på Gewiss-Ballan-holdet i 1994 og 1995. I 1992 vandt han Tour de Suisse og La Flece Wallonne samt 13. etape af Giro d'Italia. I 1994 vandt han Milano San-Remo og Tirreno-Adriatico.